# Alexander Baumjohann
Alexander Baumjohann (ur. 23 stycznia 1987 w Waltrop) – niemiecki piłkarz występujący na pozycji pomocnika w Hertha BSC.

## Kariera
Baumjohann jest wychowankiem Teutonii Waltrop, gdzie treningi rozpoczął w wieku 4 lat. W 2000 roku przeniósł się do juniorskiej drużyny zespołu FC Schalke 04. W 2005 roku został włączony do pierwszej drużyny Schalke, grającej w Bundeslidze. W tych rozgrywkach zadebiutował 25 lutego 2005 roku w wygranym 2:0 meczu z 1. FC Nürnberg. W pierwszej drużynie Schalke 04 spędził 2 lata.
W styczniu 2007 roku Baumjohann został zawodnikiem Borussii Mönchengladbach, również z Bundesligi. Pierwszy ligowy mecz zaliczył tam 27 stycznia 2007 roku przeciwko Energie Cottbus (1:3). W tym samym roku spadł z klubem 2. Bundesligi. W 2008 roku powrócił z nim do Bundesligi. 30 sierpnia 2008 roku w wygranym 3:2 spotkaniu z Werderem Brema strzelił pierwszego gola w trakcie gry w Bundeslidze.
W lipcu 2009 roku Baumjohann na zasadzie prawa Bosmana trafił do innego zespołu Bundesligi, Bayernu Monachium. Zadebiutował tam 8 sierpnia 2009 roku w zremisowanym 1:1 pojedynku z TSG 1899 Hoffenheim. W styczniu 2010 roku ponownie został graczem Schalke 04. Po sezonie 2011/2012 odszedł do 1. FC Kaiserslautern.
Przed sezonem 2013/14 przeniósł się do beniaminka Bundesligi - Herthy.